# Henri Louis Ferdinand Bain de la Coquerie
Henri Louis Ferdinand Bain de la Coquerie (1845 - 1881) là một đại úy hải quân Pháp, từng tham gia chiến tranh Pháp - Đại Nam
Bain de la Coquerie là con trai duy nhất của dòng họ De la Coquerie vốn có truyền thống binh nghiệp. Cha là Hippolyte, mẹ là Antoinette. Sinh ra tại Plougoumelen, ông bắt đầu binh nghiệp của mình bằng việc tham gia chiến dịch Magenta ở Ý năm 1865. Năm 1868, ông vào Nam Kỳ tham gia cuộc thám hiểm sông ngòi ở đây. Năm 1870 - 1871, ông bị điều đi tham gia chiến dịch ở biển Bắc, biển Baltic trên chiến hạm Bourayne. Năm 1872, ông chỉ huy tàu Lorient cùng chỉ huy Francis Garnier tham gia chiến dịch Bắc Kỳ (1873). Sau khi Garnier bị giết ở Trận Cầu Giấy (1873), Bain de la Coquerie lên tạm quyền và rút tàn quân về cố thủ tại Hà Nội. Năm 1876, ông giao chức chỉ huy quân Pháp ở Hà Nội cho người kế nhiệm rồ đi tham gia chống quân Thanh trên tàu chiến Atalante. Năm 1880, chỉ huy pháo binh trên tàu Sovereign. Năm 1881, chết tại bệnh viện Toulon.